# Unión Nacional Agropecuaria de Productores Asociados
Die Unión Nacional Agropecuaria de Productores Asociados (UNAPA) ist eine nationale nicaraguanische Vereinigung, die Kleinbauern, Viehzüchter, Waldbauern, Fischer, Händler und Dienstleister im Agrarbereich in einer kooperativen und selbstbestimmten Organisationsform vereint und es den Mitgliedern auf diese Weise ermöglicht, Skaleneffekte zu erzielen und Zugang zu Technologien zu erhalten. Ziel der UNAPA ist es dabei, ihre Mitglieder, unabhängig von Herkunft, Religion, politischer Gesinnung oder Geschlecht, wettbewerbsfähiger zu machen und sie wirtschaftlich weiterzuentwickeln.
Die UNAPA ist eine autonome und unabhängige Organisation mit Sitz in Managua. Das zweigliedrige Modell besteht aus folgenden Teilbereichen:
- Genossenschaftlich organisierte und selbstbestimmte Bauern sowie Kooperativen
- Wirtschaftsbetriebe

Um der UNAPA beizutreten, ist es notwendig, sich in einer der Zielgruppen (Kooperativen, Produktionszentren) zu betätigen, Freiwilligenarbeit zu leisten oder finanzielle Unterstützung zu geben. Spenden werden genutzt, um Projekte des Verbandes zu finanzieren.

## Entstehung und Struktur
Die Wurzeln der UNAPA liegen in der Kleinbauernvereinigungsbewegung, die aus einem Projekt der ATC (Asociación de Trabajadores del Campo) entstanden ist. 1994 wurde die UNAPA als rechtlich selbständige Nichtregierungsorganisation anerkannt. Ihr höchstes Gremium ist die Asamblea General, die sich aus 20.000 genossenschaftlichen Arbeitern, Mitgliedern von Kooperativen, Geschäftsführern, Managern und Technikern zusammensetzt. Die Exekutivorgane der UNAPA sind das Zentralbüro und der Nationale Vorstand.
Selbständige Produzenten, die nicht Teil einer Kooperative sind, werden in regionalen Verbänden zusammengefasst.

## Ziele
- Stärkung der Landeigentümerrechte für kleine Nahrungsmittelproduzenten (insbesondere Unterstützung von Landfrauen)
- Organisation und Vermarktung von Kooperativen und Produzenten im landwirtschaftlichen Sektor
- Förderung der Teilnahme von Kleinproduzenten bei der Ausübung von Volksherrschaft auf allen Ebenen
- Unterstützung bei der Finanzierung von Geschäftsbetrieben, Entwicklungs- und Technologietransferprojekten, Schulungen, Kommunalprojekten, nachhaltigen Entwicklungsprojekten sowie andere unkonventionelle Formen der Finanzierung
- Förderung des Fairtrade-Systems MERCAMPO (Direktvermarktung vom Produzenten zum Konsumenten)
- Förderung von Produktivitätsverbesserungen, Qualitätssteigerungen sowie vertikaler und horizontaler Integration in Wirtschaftsprojekte, mit dem Ziel der Steigerung der Wertschöpfung und Robustheit der Produktion im Primärsektor (Agroindustrialisierung)
- Aufforderung zum Umweltschutz unter kommunaler Beteiligung sowie Förderung von nachhaltigen Produktionssystemen, Boden- und Waldschutz sowie biologischem Anbau und biologischer Weiterverarbeitung

## Aktivitäten und Produktionspotential

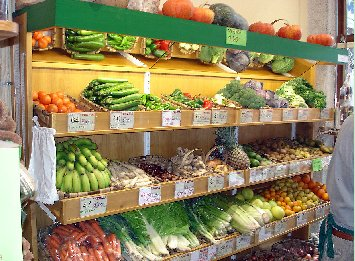
Fairtrade-System (Direktvermarktung) (MERCAMPO)

Die UNAPA setzt sich für die Stärkung von kooperativen Vereinigungen, die Etablierung der Föderation der Bauernkooperativen FECAMPO (Federación de Cooperativas Campesinas) und die Vermarktung über das Fairtrade-System MERCAMPO ein. Die Mitglieder der UNAPA verfügen zusammengenommen über 17473 Hektar Ackerland, 14.163 Hektar Weideland und 13.977 Hektar Wald. Die Schwerpunkte der kommerziellen Produktion liegen in den Bereichen Kaffee, Reis, Tabak, Sesam, Soja, Erdnüsse, Hirse, Mais, Rohrzucker, Shrimps, Milch, Vieh, Fleisch, Getreide, Röstkaffee, landwirtschaftliche Einsatzprodukte und biologischer Landbau.